# L'Ametlla de Mar
L'Ametlla de Mar è un comune spagnolo di 5 015 abitanti situato nella comunità autonoma della Catalogna e conosciuto anche con il nome di La Cala. Per tale ragione i suoi abitanti sono denominati caleros (calero al singolare). Fino al 1891 ha fatto parte del comune di el Perelló.